# میخایلو پیانوویچ
میخایلو پیانوویچ (صربی: Mihajlo Pjanović؛ زادهٔ ۱۳ فوریهٔ ۱۹۷۷) بازیکن فوتبال اهل صربستان است.
از باشگاه‌هایی که در آن بازی کرده‌است می‌توان به باشگاه فوتبال روستوف، باشگاه فوتبال ستاره سرخ بلگراد، باشگاه فوتبال بئوگراد، و باشگاه فوتبال اسپارتاک مسکو اشاره کرد.
وی همچنین در تیم‌های ملی فوتبال زیر ۲۱ سال صربستان، یوفا، و صربستان و مونته‌نگرو بازی کرده‌است.